# Taphinellina cyanea
Taphinellina cyanea es una especie de insecto coleóptero de la familia Chrysomelidae.
Fue descrita científicamente en 1885 por Jacoby.